# Моделу (Санта-Катарина)
Моделу (порт. Modelo)  —  муниципалитет в Бразилии, входит в штат Санта-Катарина. Составная часть мезорегиона Запад штата Санта-Катарина. Входит в экономико-статистический  микрорегион Шапеко. Население составляет 3772 человека на 2007 год. Занимает площадь 92,717 км². Плотность населения — 40,7 чел./км².

## История
Город основан 30 декабря 1961 года.

## Статистика
- Валовой внутренний продукт на 2003 составляет 26.758.362,00 реалов (данные: Бразильский институт географии и статистики).
- Валовой внутренний продукт на душу населения на 2003 составляет 7.015,83 реалов (данные: Бразильский институт географии и статистики).
- Индекс развития человеческого потенциала на 2000 составляет 0,794 (данные: Программа развития ООН).